# مارکوارتیتسه (منطقه تربیچ)
مارکوارتیتسه (به چکی: Markvartice) یک منطقهٔ مسکونی در جمهوری چک است که در منطقه تربیچ واقع شده‌است.
 مارکوارتیتسه ۳٫۲ کیلومتر مربع مساحت و ۲۳۷ نفر جمعیت دارد و ۵۵۰ متر بالاتر از سطح دریا واقع شده‌است.